# Школа Кано

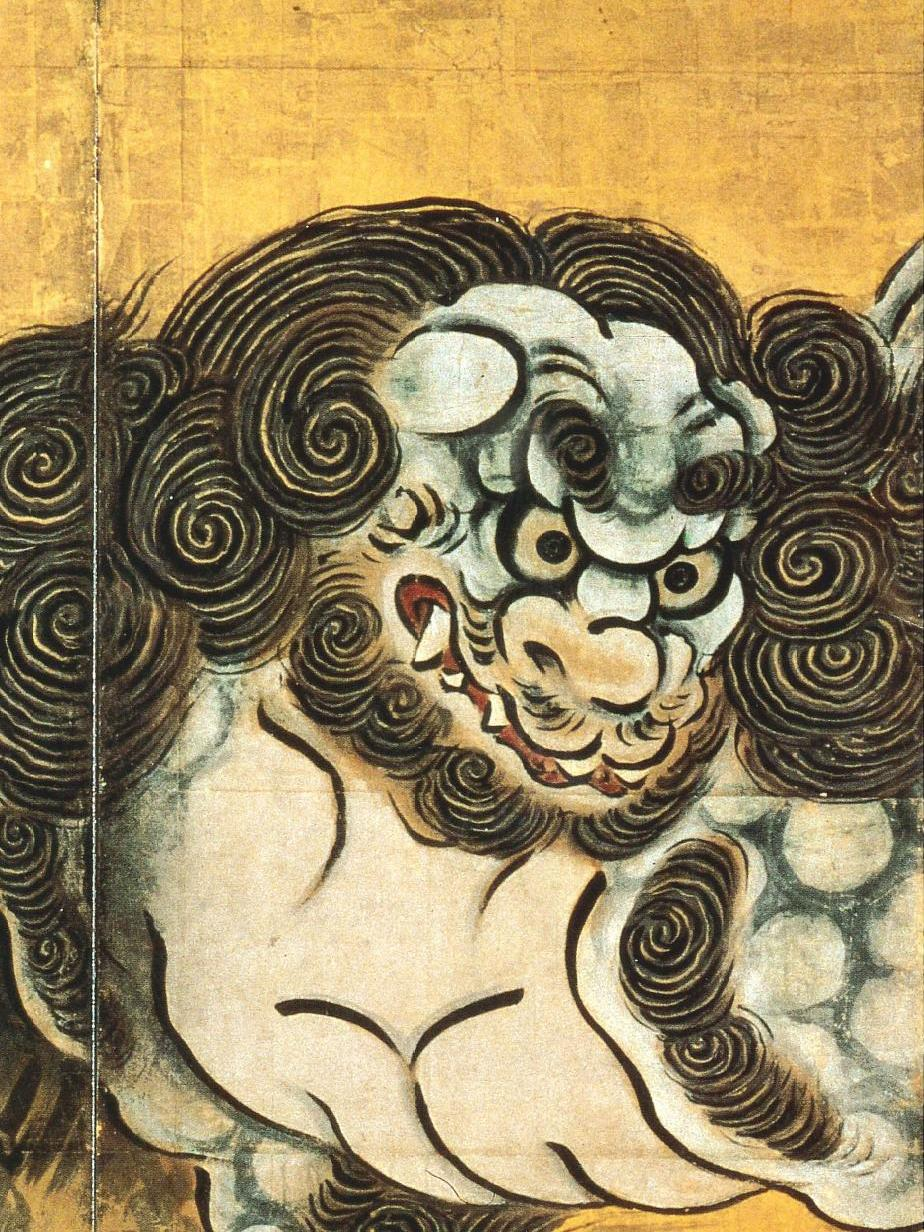
«Китайські леви» (фрагмент ширми, Кано Ейтоку).

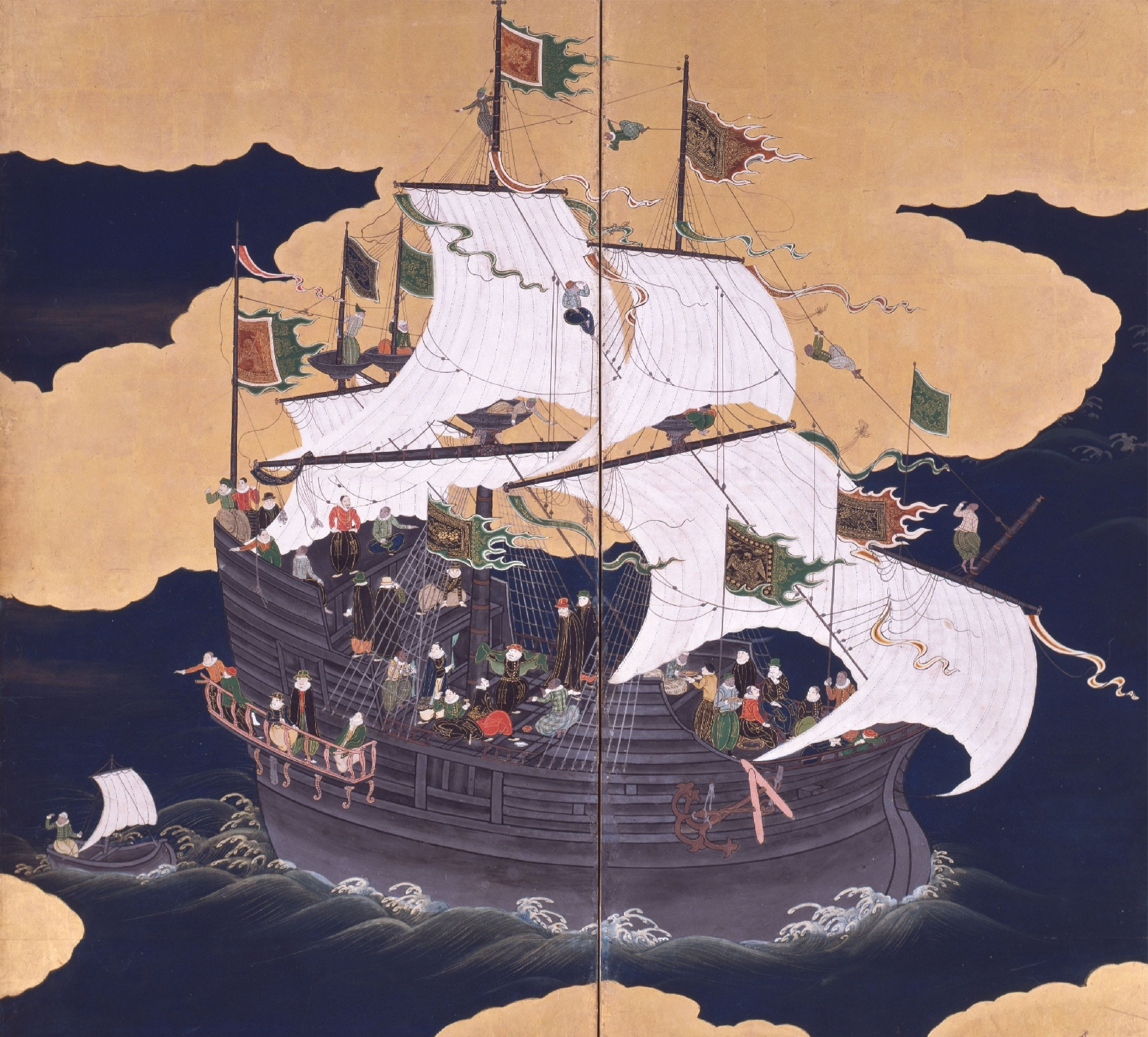
«Корабель південних варварів» (фрагмент ширми, Кано Найдзен).

Школа Кано́ (яп. 狩野派, かのうは, кано-ха) — японська художня школа 15 — 19 століть, найбільша в історії японського образотворчого мистецтва. Створена і розвинена предстваниками єдиного роду Кано. Твори школи користувалися особливою популярністю в середовищі японських можновладців: сьоґунів, провінційних володарів, аристократів, буддистських монастирів.

## Короткі відомості
Патріархом школи Кано вважається Кано Масанобу (1434—1530). У 1463 році, в період Муроматі, він був призначений придворним художником сьоґунату замість митця Оґурі Сотана. Масанобу належав до школи китаїстів, які наслідували в своїх роботах ідеалістичні мотиви китайських картин династії Сун, проте поступово став поєднувати китайський стиль з японською декоративною технікою «яматоських малюнків». Син художника, Кано Мотонобу (1476—1559), розвив концепцію симбіозу китайських і японських художніх прийомів та винайшов новий тип настінних картин з золотим тлом. Він також створив фундамент школи Кано і керував декількома десятками учнів, серед яких були його сини Юсецу та Сьоей.
Розвиток стилю Мотонобу продовжив його онук, Кано Ейтоку (1543—1590). Служачи придворним художником у японських володарів Оди Нобунаґи та Тойотомі Хідейосі, він керував розписом їхніх резиденції в Адзуті, Осаці, Момоямі та Кіото, і витворив новий монументальний стиль настінного живопису, що отримав назву «момоямівського». Дух Ейтоку успадкували його учні Кано Санраку (1559—1635) та син Кано Міцунобу (1565—1608), проте монументалізм, пишність, реалізм картин попередника найкраще відобразилися в творах першого спадкоємця. Санраку продовжував служити можновладцям у японській столиці і став засновником «кіотського» стилю школи Кано.
На противагу цьому Міцунобу відійшов від батьківського канону в бік гармонізації, деталізації і мінімалізації картин. Після 1600 року йому вдалося зблизитися з сьоґуном Токуґавою Іеясу і забезбечити монополію роду Кано у світі японських художників. Оскільки син художника, Кано Саданобу, і брат, Кано Таканобу, померли молодими, продовжувачеми школи і роду Кано стали сини останнього: Кано Тан'ю (1602—1674), Кано Ясунобу та Кано Наонобу. Вони всі були призначені придворними художниками сьоґунату. За заслуги перед урядом Тан'ю отримав садибу в місті Едо біля сьоґунського замку в районі Кадзібасі і став засновником однойменного роду Кадзібасі . Його брат Ясунобу був головою роду Кано і започаткував новий рід Накахасі , а брат Наонобу створив рід Кобікітьо (яскравим представником був Кано Цуненобу), з якого згодом виокремився рід Хаматьо. 
Ці 4 роди називалися родами «сьоґунських художників» . Вони  монопольно утримували цей титул протягом цілого періоду Едо. Лише голови цих родів мали право бути придворними митцями сьоґунату. Їм підпорядковувалися офіційні  і ханські художники Японії.
Хоча школа Кано забезпечила собі панівне положення в японській соціально-політичній системі 17 — 19 століть, її творчий потенціал поступово згас. Прикладом цього служать вигнання з неї таких талоновтих художників як Кусумі Морікаґе і Ханабуса Іттьо, а також зменшення питомої ваги шедеврів, що були створені митцями цієї школи. Занепад школи Кано став стимулом для розвитку нових художніх течій та шкіл в японському мистецтві нового часу.